# Norman Wray
Norman Stef Wray Reyes (Quito, 20 de diciembre de 1969) es un abogado y político ecuatoriano. Fue docente de la carrera de jurisprudencia en la Universidad de las Américas.

## Trayectoria
En 1998 fue Editor de la sección Política de Diario El Comercio de Quito.
En 2004 fue uno de los miembros fundadores del grupo Ruptura de los 25 que protestaban contra la clase política de ese entonces de Ecuador. En el 2008 empezó su carrera política como asambleísta constituyente en representación de Alianza PAIS, que en ese entonces incorporaba a Ruptura de los 25, donde fue miembro de la Comisión Legislativa y presidiendo la Comisión de la Reforma del Estado y Gestión Pública. Tras terminar la Asamblea Constituyente integró la Comisión Legislativa y de Fiscalización conocida popularmente como “congresillo” en representación de Alianza PAIS.
Ha trabajado con varias organizaciones indígenas, en procesos de formación en derechos colectivos para la defensa de sus territorios frente a actividades extractivas y con otras organizaciones ciudadanas como las defensorías comunitarias para la defensa de derechos de niños, niñas y adolescentes.
En 2009, Wray participó en las elecciones primarias de Alianza PAIS para la Asamblea Nacional, en las que fue elegido, sin embargo por pedido por Augusto Barrera entonces candidato a Alcalde Metropolitano de Quito, Wray fue candidato para el Concejo Metropolitano de Quito donde fue elegido con 26.984 votos. Como Concejal de Quito presidió la comisión de Equidad de Género, también fue miembro de la comisión de Ambiente, donde promovió normativas distritales de protección al arbolado urbano, a los perros y gatos y demás temas ambientales, también promovió la campaña "Quiero Andar Tranquila - Calles sin acoso" para promover el respeto a las mujeres en el espacio público y en el transporte público en especial en el sistema masivo Metrobus-Q. 
El 8 de noviembre de 2012, Wray renunció al Concejo para postularse en las elecciones presidenciales de febrero de 2013 por Ruptura 25, donde obtuvo alrededor del 1% de los votos.